# Freixenet

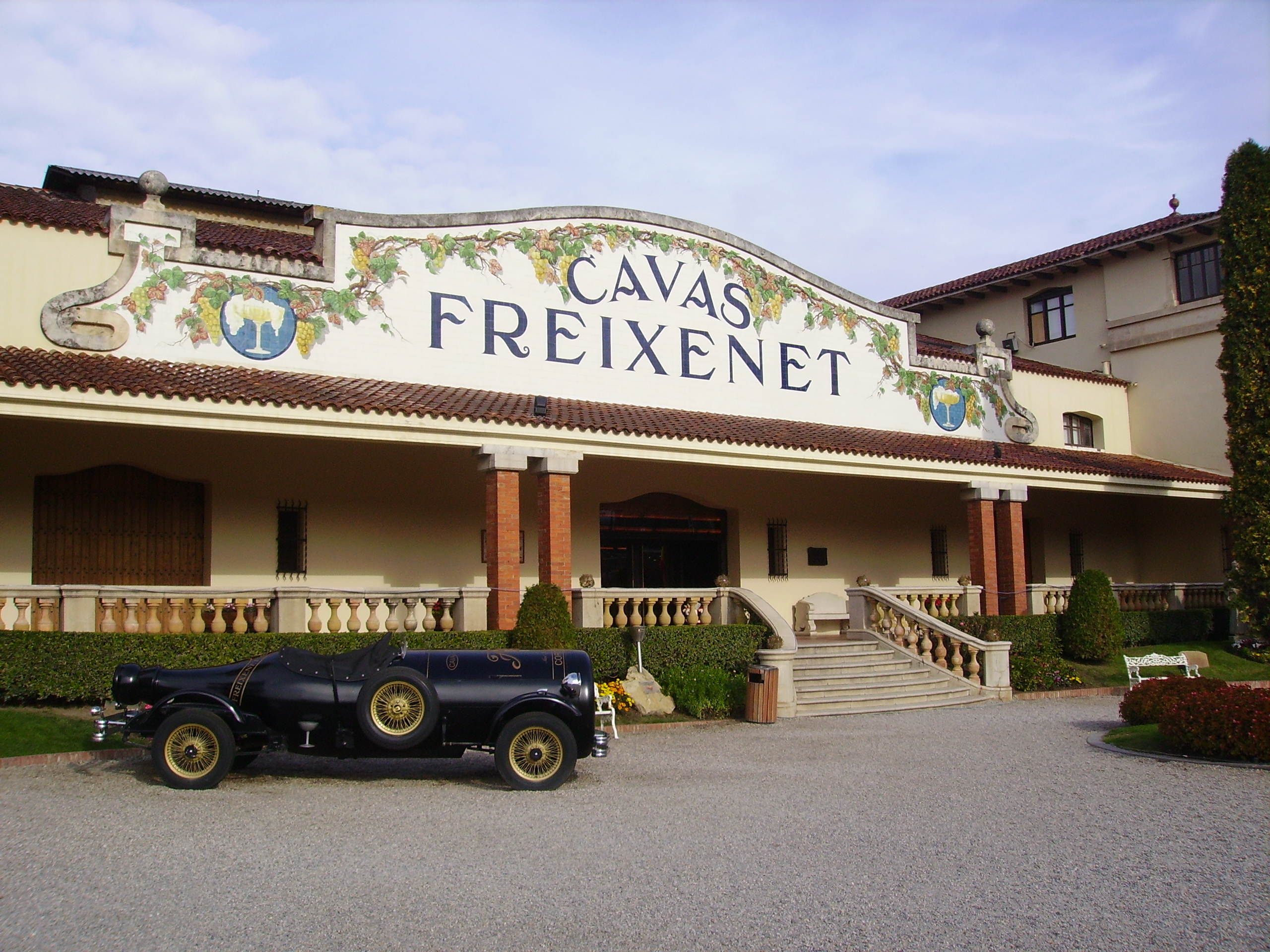
Vestiging van Freixenet in Sant Sadurní d'Anoia

Freixenet ([ˌfɾəʃə'nɛt]) is een Spaanse producent van cava, een Spaanse mousserende wijn. Freixenet is gevestigd in Sant Sadurní d'Anoia in Catalonië. Het is een van de grootste cavaproducenten, met wereldwijd vestigingen. Het verkoopt ruim 200 miljoen flessen per jaar, met een omzet van ruim 500 miljoen euro. De cava's worden hoofdzakelijk gemaakt uit macabeo-, parellada-, xarel-lo- en ook chardonnaydruiven.

## Oprichting
Het wijnhuis werd in 1861 opgericht als "Casa Sala" door Francesc Sala i Ferrés. Het huwelijk van zijn kleindochter Dolores Sala Vivé met Pedro Ferrer Bosch, bezitter van het wijngoed "La Freixeneda", in 1889 betekende de start van het wijnhuis. Freixenet werd de merknaam van de onderneming. Men besloot zich toe te leggen op cava's. De wijnkelders werden uitgebouwd in Sant Sadurní d'Anoia. In 1935 werd een eerste vestiging opgericht in de Verenigde Staten.
De Spaanse Burgeroorlog en de Tweede Wereldoorlog hielden de groei weliswaar even op, maar in 1941 lanceerde men de Carta Nevada, wat een van de succesvolste cava's van Freixenet zou worden. De Cordon Negro, een succesvol exportproduct, werd in 1974 gelanceerd. Naast de diverse cava's, is de groep tegenwoordig ook eigenaar van diverse gewone wijnen.

## Henkell wordt grootaandeelhouder
In maart 2018 werd een overeenkomst gesloten waarbij Henkell de meerderheidsaandeelhouder wordt van Freixenet. Henkell, een dochteronderneming van de Oetker-groep, kocht 50,67% van het aandelenkapitaal van Freixenet en kreeg zo de controle over Freixenet. De overname werd niet betwist door de Europese Commissie.